# Apotolamprus latipennis
Apotolamprus latipennis är en skalbaggsart som beskrevs av Antoine Boucomont 1937. Apotolamprus latipennis ingår i släktet Apotolamprus och familjen bladhorningar. Inga underarter finns listade i Catalogue of Life.